# Yang Yu
Yang Yu, född 6 februari 1985 i Hangzhou, är en kinesisk simmare.
Hon blev olympisk silvermedaljör på 4 × 200 meter frisim vid sommarspelen 2008 i Peking.